# فرودگاه بیلاند
فرودگاه بیلاند (به انگلیسی: Billund Airport) (به زبان بومی: Billund Lufthavn) یک فرودگاه همگانی مسافربری با کد یاتا BLL است که یک باند فرود آسفالت دارد و طول باند آن ۳۱۰۰ متر است. این فرودگاه در کشور دانمارک قرار دارد و در ارتفاع ۷۵ متری از سطح دریا واقع شده‌است.

## شرکت‌های هواپیمایی و مقصدهای پروزای
| شرکت‌های هواپیمایی                           | مقصدهای پروازی |
| ------------------------------------------- | --- |
| اژین ایرلاینز                               | فصلی: فرودگاه بین‌المللی کالاماتا (آغاز از ۱۶ مه ۲۰۱۶) |
| ایربالتیک                                   | فرودگاه بین‌المللی ریگا |
| Air Cairo                                   | فرودگاه بین‌المللی شرم‌الشیخ |
| ایر فرانس اجرا توسط هاپ!                    | فرودگاه شارل دوگل پاریس |
| آتلانتیک ایرویز                             | فرودگاه فلسلند برگن، فرودگاه واگار |
| بریتیش ایرویز                               | فرودگاه هیترو لندن (آغاز از ۳ مه ۲۰۱۶) |
| بریتیش ایرویز اجرا توسط سان-ایر اسکاندیناوی | فرودگاه فلسلند برگن، فرودگاه بروکسل، فرودگاه بین‌المللی دوسلدورف، فرودگاه لندن سی‌تی، فرودگاه منچستر، فرودگاه مونیخ، فرودگاه گاردرموئن اسلو، فرودگاه سولا استاوانگر                                                                              |
| بروکسل ایرلاینز اجرا توسط فلای‌بی            | فرودگاه بروکسل |
| چک ایرلاینز                                 | فرودگاه پراگ رازیون |
| Danish Air Transport                        | فرودگاه اسبیرگ، فرودگاه سولا استاوانگر، فرودگاه سورستوکن استورد فصلی: فرودگاه برنهلم، فرودگاه ناپل |
| فن‌ایر اجرا توسط نوردیک رجیونال ایرلاینز     | فرودگاه هلسینکی (آغاز از ۴ آوریل ۲۰۱۶) |
| ایسلندایر                                   | فصلی: فرودگاه بین‌المللی کفلاویک |
| کی‌ال‌ام                                      | فرودگاه اسخیپول آمستردام |
| کی‌ال‌ام اجرا توسط کی‌ال‌ام سیتی‌هاپر            | فرودگاه اسخیپول آمستردام |
| لوفت‌هانزا                                   | فرودگاه بین‌المللی فرانکفورت |
| نروژین ایر شاتل                             | فرودگاه بارسلونا-ال پرات، فرودگاه گاردرموئن اسلو فصلی: فرودگاه آلیکانته-الچه |
| هواپیمایی پگاسوس                            | فصلی: فرودگاه آنتالیا |
| پریمرا ایر                                  | فرودگاه بین‌المللی کفلاویک فصلی: فرودگاه نیس کوت دازور (آغاز از ۴ مه ۲۰۱۶) |
| رایان‌ایر                                    | فرودگاه استانستد لندن، فرودگاه مالاگا فصلی: فرودگاه آلیکانته-الچه، فرودگاه اوریو آل سریو، فرودگاه بین‌المللی بوداپست فرنک لیست، فرودگاه جیرونا-کاستا براوا، فرودگاه بین‌المللی مالت، فرودگاه پالما د مایورکا، فرودگاه گالیله، فرودگاه چمپینو، رم |
| هواپیمایی اسکاندیناوی1                      | فرودگاه کپنهاگ، فرودگاه گاردرموئن اسلو، فرودگاه مالاگا، فرودگاه استکهلم-آرلاندا فصلی: فرودگاه فلسلند برگن، فرودگاه قاضی پاشا، فرودگاه نیس کوت دازور، فرودگاه اسپلیت                                                                            |
| ترکیش ایرلاینز                              | فرودگاه بین‌المللی آتاترک |
| ویز ایر                                     | فرودگاه بین‌المللی کلوژ-نپوکا (آغاز از ۲۳ ژوئیه ۲۰۱۶)، فرودگاه گدایسک لخ والسا، فرودگاه بین‌المللی ویلنیوس |

## شرکت‌های هواپیمایی و مقصدهای پروازی

### مسافری

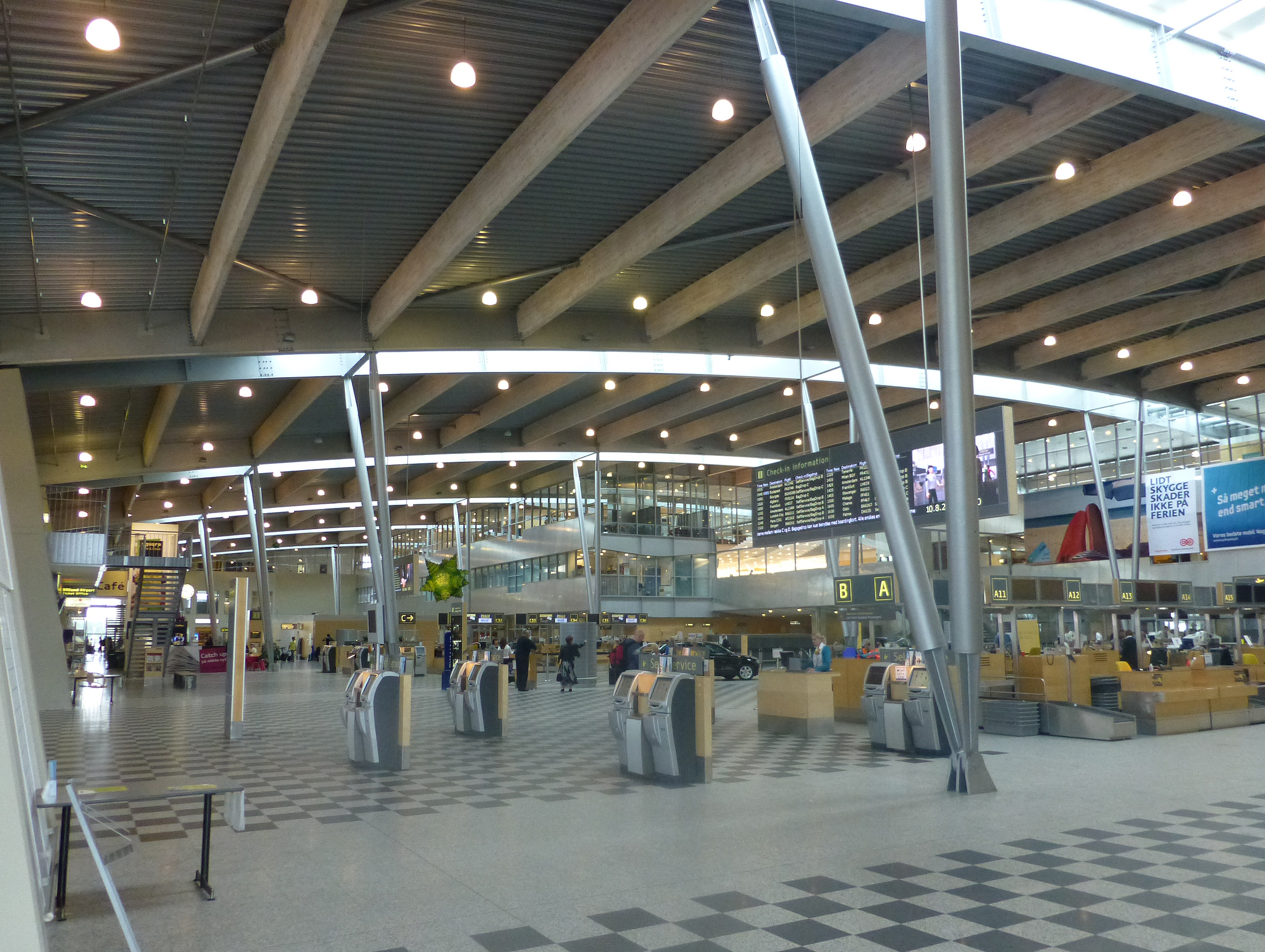
Check-in hall

The following airlines operate regular scheduled and charter flights to and from Billund:
| شرکت‌های هواپیمایی                                     | مقصدهای پروازی |
| ----------------------------------------------------- | --- |
| ایجین ایرلاینز                                        | چارتر فصلی: کالاماتا |
| ایربالتیک                                             | ریگا |
| ایر قاهره                                             | چارتر: شرم‌الشیخ |
| ایر فرانس اجرا توسط هاپ!                              | شارل دوگل پاریس |
| آتلانتیک ایرویز                                       | واگار |
| بی‌اچ ایر                                              | چارتر فصلی: بورگاس |
| Braathens Regional Aviation                           | چارتر: اودنسا، لئوناردو دا وینچی-فیومیچینو |
| بریتیش ایرویز                                         | هیترو لندن |
| بریتیش ایرویز اجرا توسط سان-ایر اسکاندیناوی           | فلسلند برگن، دوسلدورف، لندن سی‌تی، منچستر، مونیخ، گاردرموئن اسلو |
| بروکسل ایرلاینز اجرا توسط فلای‌بی                      | بروکسل |
| بلغاریا ایر                                           | چارتر: بورگاس |
| Danish Air Transport                                  | اسبیرگ، سولا استاوانگر، برنهلم چارتر فصلی: کگلیاری-الماس، ملی کیتیرا آیلند، شرم‌الشیخ |
| Corendon Dutch Airlines                               | چارتر: فدریکو فلینی |
| فن‌ایر اجرا توسط نوردیک رجیونال ایرلاینز               | هلسینکی |
| فری‌برد ایرلاینز                                       | چارتر: آنتالیا |
| ایسلندایر                                             | فصلی: کفلاویک |
| جت تایم                                               | چارتر: فرتیلیا، ملک حسین، گرن کناریا، لارناکا، ایبیزا، لانزاروته، امیلکر کبرل، طابا، تنریف جنوبی |
| کاال‌ام                                                | اسخیپول آمستردام |
| کاال‌ام اجرا توسط کی‌ال‌ام سیتی‌هاپر                      | اسخیپول آمستردام |
| لوفت‌هانزا                                             | فرانکفورت |
| نروجین ایر شاتل                                       | گاردرموئن اسلو |
| نروجین ایر شاتل اجرا توسط Norwegian Air International | آلیکانته-الچه، بارسلونا-ال پرات |
| پگاسوس ایرلاینز                                       | چارتر فصلی: آنتالیا |
| پریمرا ایر                                            | بارسلونا-ال پرات، کفلاویک، ونیز مارکو پولو فصلی: آلیکانته-الچه، گرن کناریا، جرزی، کالاماتا، لا پالما، لیسبون پورتلا، منورکا، نیس کوت دازور، ژان پائولو دوم چارتر: آنتالیا، غردقه، میلاس-بودروم، عوودا، النفیضه حمامات، کفلاویک، ملی سادورینی، شارجه |
| پریویلج استایل                                        | چارتر: هنری ئی. رولسن |
| رایان‌ایر                                              | برلین شونفلد (آغاز از ۲۹ اکتبر ۲۰۱۷)، استانستد لندن، مالاگا، پوزنان-لاویکا (آغاز از ۳۱ اکتبر ۲۰۱۷) فصلی: آلیکانته-الچه، اوریو آل سریو، بوداپست فرنک لیست، خانیا، جیرونا-کاستا براوا، مالت، پالما د مایورکا، گالیله، چمپینو، رم                      |
| هواپیمایی اسکاندیناوی                                 | کپنهاگ، گاردرموئن اسلو، استکهلم-آرلاندا چارتر: آنتالیا، بورگاس، خانیا، دالامان، النفیضه حمامات، فوئرته‌ونتورا، قاضی پاشا، گرن کناریا، پالما د مایورکا، رود، شرم‌الشیخ                                                                                 |
| اسمارت‌لینکس ایرلاینز                                  | چارتر: غردقه |
| Thomas Cook Airlines Scandinavia                      | چارتر: آنتالیا، کانکون، کینتانا رو، خانیا، باندرانیکی، فوئرته‌ونتورا، گرن کناریا، غردقه، جزیره کوس، لانزاروته، لارناکا، پالما د مایورکا، پونتا کانا، رود شرم‌الشیخ، تنریف جنوبی                                                                       |
| TUI fly Belgium                                       | چارتر: هنری ئی. رولسن |
| تی‌یوآی‌فلای نوردیک                                     | چارتر: گرن کناریا، پوکت |
| ترکیش ایرلاینز                                        | آتاترک |
| ویز ایر                                               | هنری کواندا، کلوژ-نپوکا، گدایسک لخ والسا، یاش (آغاز از ۳۰ آوریل ۲۰۱۸)، توزلا، ویلنیوس، شوپن ورشو |

### باری
| شرکت‌های هواپیمایی    | مقصدهای پروازی |
| -------------------- | -------------- |
| ASL Airlines Belgium | لیژ            |
| دی‌اچ‌ال اوییشن        | لایپزیگ/هال    |